# Rožnov pod Radhoštěm
Rožnov pod Radhoštěm (tyska: Rosenau unter dem Radhoscht) är en stad i distriktet Vsetín i regionen Zlín i Tjeckien. Den hade 16 541 invånare år 2016.
Rožnov pod Radhoštěm nämns för första gången i skrift år 1267.